# 4,5-双二苯基膦-9,9-二甲基氧杂蒽
4,5-双二苯基膦-9,9-二甲基氧杂蒽（Xantphos）是一种由氧杂蒽杂环衍生出的有机膦化合物。4,5-双二苯基膦-9,9-二甲基氧杂蒽为常用的双齿配体，值得注意的是该膦配体具有特别宽的二面角。这种配体常用于烯烃的氢甲酰化反应。
4,5-双二苯基膦-9,9-二甲基氧杂蒽与氯化钯既可形成顺式配合物也可生成反式配合物，由此可证明其具有比较宽的二面角。相比具有更大二面角的另一个相关双齿配体为SPANphos。
4,5-双二苯基膦-9,9-二甲基氧杂蒽配体可通过如下方法制备：9,9-二甲基氧杂蒽先进行双重直接锂化，而后和氯代二苯基膦反应制得。